# أنيت أوبريستاد

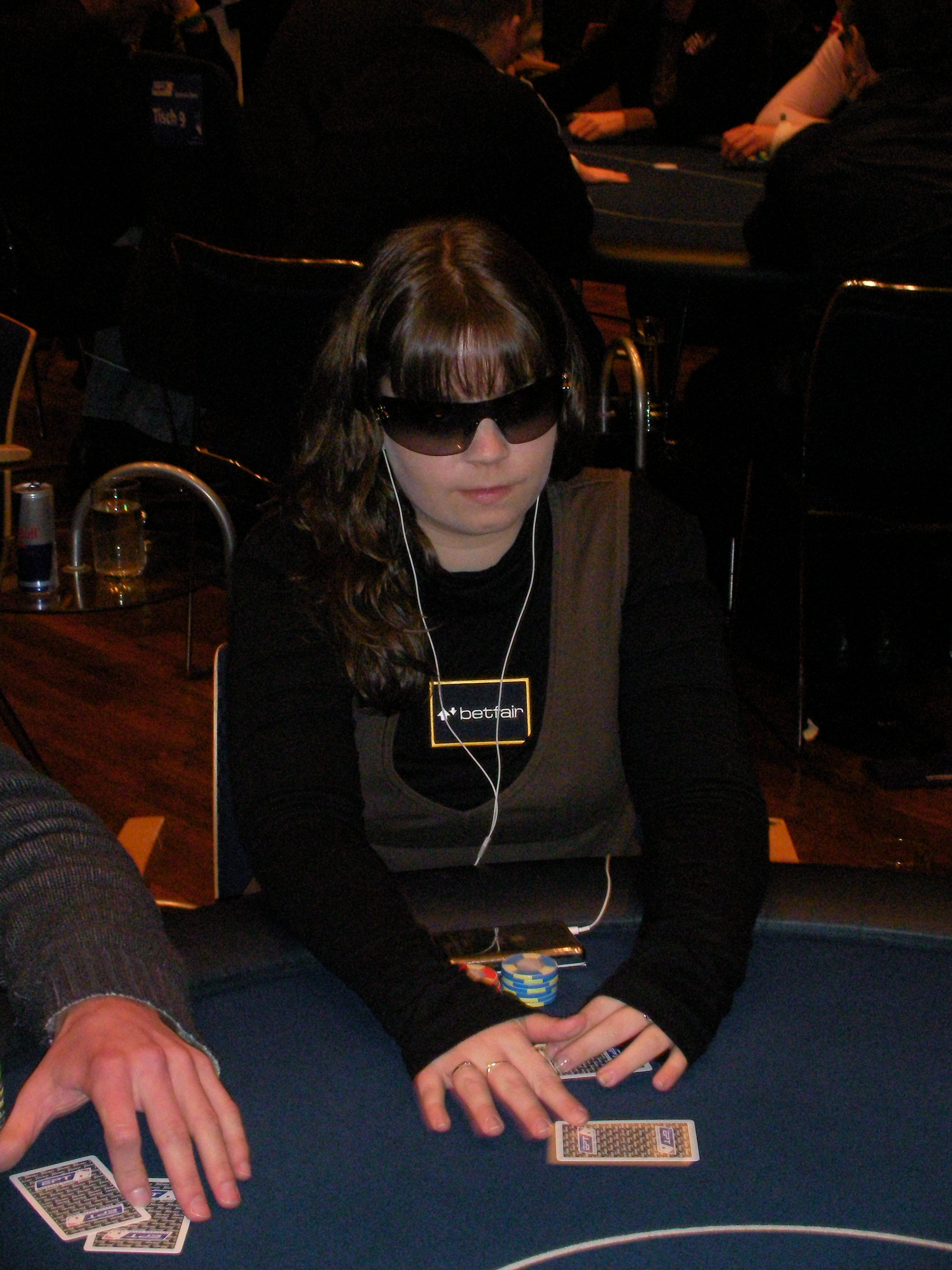
أنيت أوبريستاد في بطولة EPT الألمانية المفتوحة في Spielbank Hohensyburg ، دورتموند

أنيت أوبريستاد (ولدت في 18 سبتمبر 1988) هي لاعبة نرويجية يويتيوبر وبوكر. إنها أصغر شخص يفوز في بطولة العالم للبوكر سوار WSOP ، والذي حققته في بطولة العالم للبوكر في أوروبا لعام 2007 (WSOPE). وهي تدير أيضًا قناة على يوتيوب تسمى ركن مكياج أنيت حيث تنشر دروس ومراجعات عن الماكياج، وتتخصص في ظلال العيون.

## بوكر

### البوكر عبر الإنترنت
بدأت أنيت أوبريستاد حياتها المهنية في البوكر عبر الإنترنت عندما كان عمرها خمسة عشر عامًا فقط باستخدام اسم الشاشة على الإنترنت "Annette_15". تدعي أنها لم تضطر أبدًا إلى إيداع الأموال في أي موقع من مواقع البوكر عبر الإنترنت، وبدلاً من ذلك قامت بعمل تمويلها الأولي عبر الإنترنت من خلال الفوز بدورات بوكر مجانية. بين سبتمبر 2006 وفبراير 2007، فازت [بحاجة لمصدر] بأكثر من 500000 دولار في بوكر ستارز و 200000 دولار في الرهان النهائي و 136000 دولار في فل تألت بوكر [بحاجة لمصدر] موقع Pocketfives.com ، وهو موقع يتتبع البوكر عبر الإنترنت، احتل المرتبة 51 في عام 2008. كما أنها كانت أيضًا أفضل لاعبة في الموقع في الماضي.
في يوليو 2007، فازت أوبريستاد بمبلغ 4 دولارات مقابل 180 شخصًا عبر الإنترنت ست - و - قو(sit-and-go) حيث ادعت أنها لعبت الدورة بأكملها تقريبًا دون النظر إلى أوراقها. لقد قالت إنها ألقت نظرة خاطفة على أوراقها مرة واحدة خلال البطولة، عندما واجهت رهان الكل. لقد فعلت ذلك لإظهار «مدى أهمية اللعب المركز والاهتمام باللاعبين على الطاولة.»  في 2 مارس 2008، فازت بالمركز الأول و 20000 دولار في نجوم الاحد مائة جراند، وهي بطولة ذات رسم اشتراك 11 دولارًا فقط ولكن مع حقل من 20000 لاعب. في 8 يونيو 2008، فازت بالمركز الأول و 35000 دولار في Betfair Sunday 125k $ GTD Event. في ديسمبر 2008 فازت بالمركز الأول في بطولة الرهان النهائي 100k $ GTD. في مايو 2010، فازت يوم الأحد 500 مقابل 87400 دولار.
كان أوبريستاد متحالفًا سابقًا مع غرفة البوكر Betfair وبوكر Full Tilt. في 24 أبريل 2012، وقعت مع Lock Poker.

### بطولة العالم للبوكر في أوروبا
في 17 سبتمبر 2007، فازت أوبريستاد بالحدث الافتتاحي بطولة العالم للبوكر في أوروبا في اليوم السابق لميلادها التاسع عشر. بفوزها بالمليون - جنيه إسترليني (دولار أمريكي 2.01 مليون في وقت الحدث) الجائزة الأولى التي تفوقت على الرقم القياسي لمكافأة حدث واحد للاعبة تم تعيينها مسبقًا من قبل محترفة البوكر آني ديوك عندما فازت بمليوني دولار في بطولة الأبطال 2004 ، والتي كانت حدثًا دعوة. قبل بطولة العالم للبوكر WSOPE لعام 2007، كان أوبريستاد قد صرف الأموال فقط في أربع دورات بوكر مباشرة أخرى. يحتل أوبريستاد حاليًا المركز الثاني بين لاعبي البوكر النرويجيين في قائمة الأموال طوال الوقت في البطولات الحية.
```
يشير الحرف "E" بعد عام إلى فوز السوار (الأساور) في بطولة العالم للبوكر في أوروبا.
```

### جولة البوكر الأوروبية
اقتربت أوبريستاد من الفوز بثاني لقب مباشر لها في نوفمبر 2007، حيث احتلت المركز الثاني محققة 297800 يورو (431184 دولارًا أمريكيًا) في 2007 بوكرستارز جولة البوكر الأوروبية دبلن الحدث إلى روبن بيترز، بعد احتفاظه بزمام المبادرة في معظم أنحاء الطاولة النهائية.
قالب:اعتبارًا من ، تجاوز إجمالي أرباحها بالبطولة الحية 3.9 مليون دولار.
| عام   | المسابقة                                          | جائزة                   |
| ----- | ------------------------------------------------- | ----------------------- |
| 2007E | حدث هولد إيمي بلا حدود بقيمة 10,000 جنيه إسترليني | 1,000,000 جنيه إسترليني |

يشير الحرف "E" بعد عام إلى فوز السوار (الأساور) في بطولة العالم للبوكر في أوروبا.